# Puente Cestio
El Pons Cestio (en italiano: Ponte Cestio, "puente Cestio '") es un puente romano de piedra  en Roma, Italia, que abarca el Tíber al oeste de la isla Tiberina. La construcción original de este puente data del siglo I antes de Cristo (entre el 62 y el 27 a. C.), después de la del puente Fabricio, situado al otro lado de la isla. Tanto el Cestio como el Fabricio fueron puentes de larga vida; sin embargo, mientras que el Fabricio permanece completamente intacto, parte del Cestio fue desmantelada en el siglo XIX con sólo una parte de la antigua estructura conservada.
El puente Cestio es el primer puente que llegó a la orilla derecha del Tíber desde la Isla Tiberina. Mientras que la isla siempre estuvo conectada con la orilla izquierda del Tíber y el corazón de la antigua Roma, incluso antes del puente Fabricio, la margen derecha (Trastévere) se mantuvo ajena hasta que se construyó el Cestio. Varios miembros prominentes del clan Cestii desde el siglo I a.c. se conocen, pero es incierto cuál de ellos ordenó la construcción de este puente.
En el siglo IV el puente Cestio fue reconstruido por los emperadores Valentiniano I, Valente y Graciano el Joven y rededicado en 370 como el  'Pons Gratiani' . El puente fue reconstruido usando peperino, con un revestimiento de travertino. Parte del material de reconstrucción vino del demolido pórtico del cercano Teatro de Marcelo.
Durante la construcción de las paredes a lo largo de la orilla del río, en 1888-1892, el puente tuvo que ser demolido y reconstruido, ya que el canal occidental se amplió de 48 a 76 metros. El antiguo puente, que tenía dos pequeños arcos, no abarcaba completamente el canal y un nuevo puente, con tres grandes arcos, fue construido en su lugar, con su arco central reutilizando casi dos tercios del material original.

## Galería de imágenes

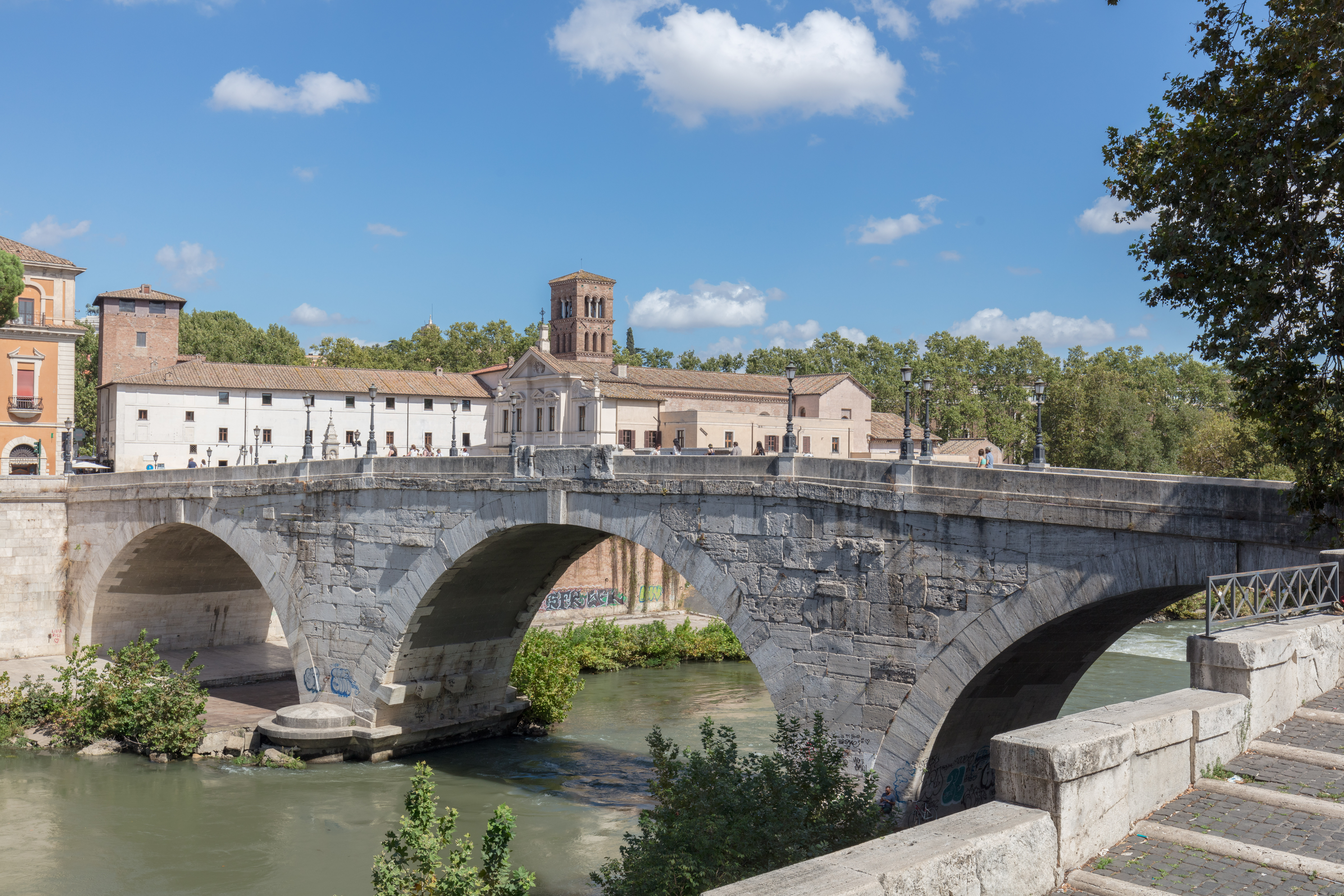
El puente Cestio y la isla Tiberina.
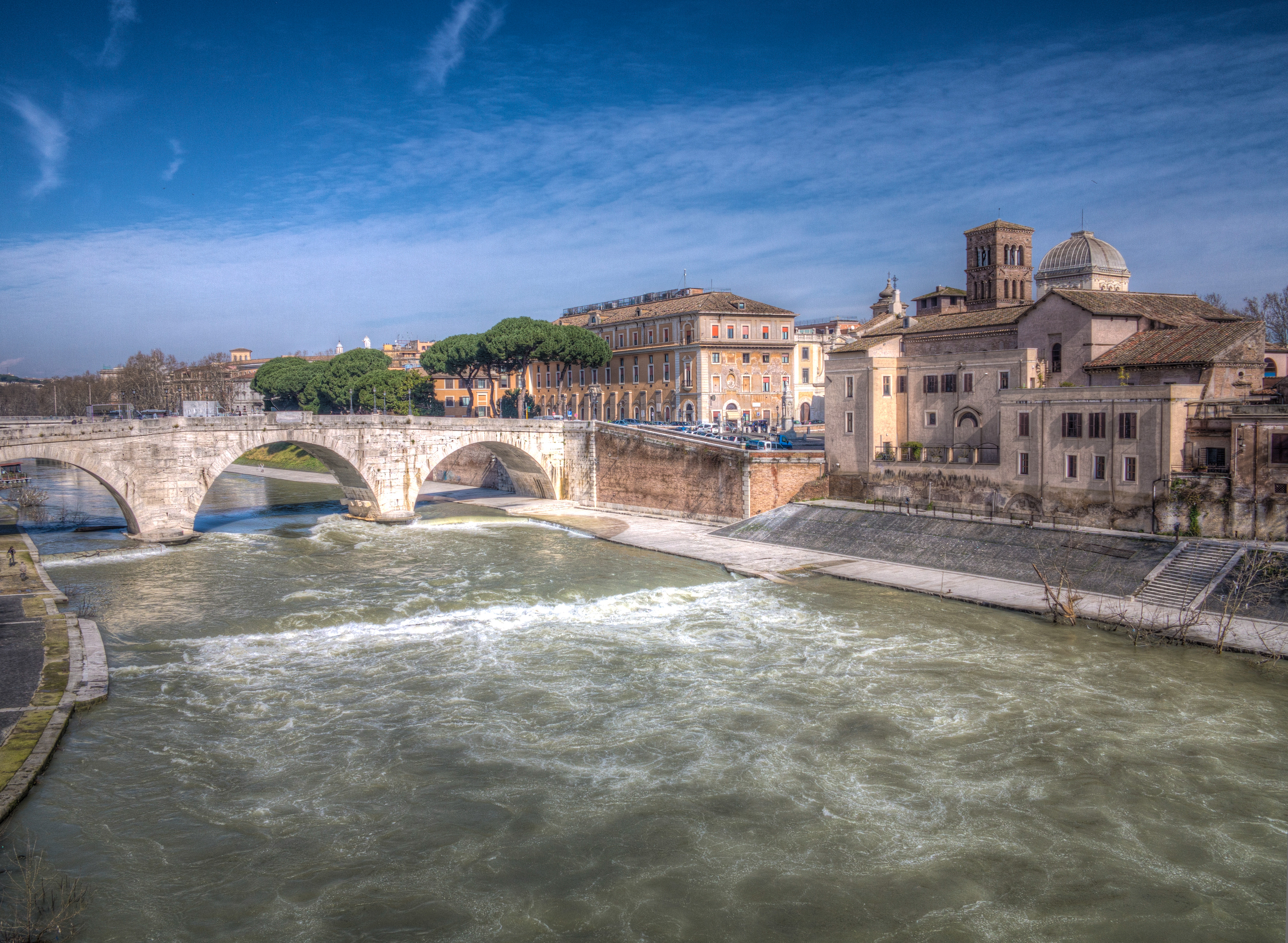
Puente Cestio, uno de los puentes sobre el Tíber.
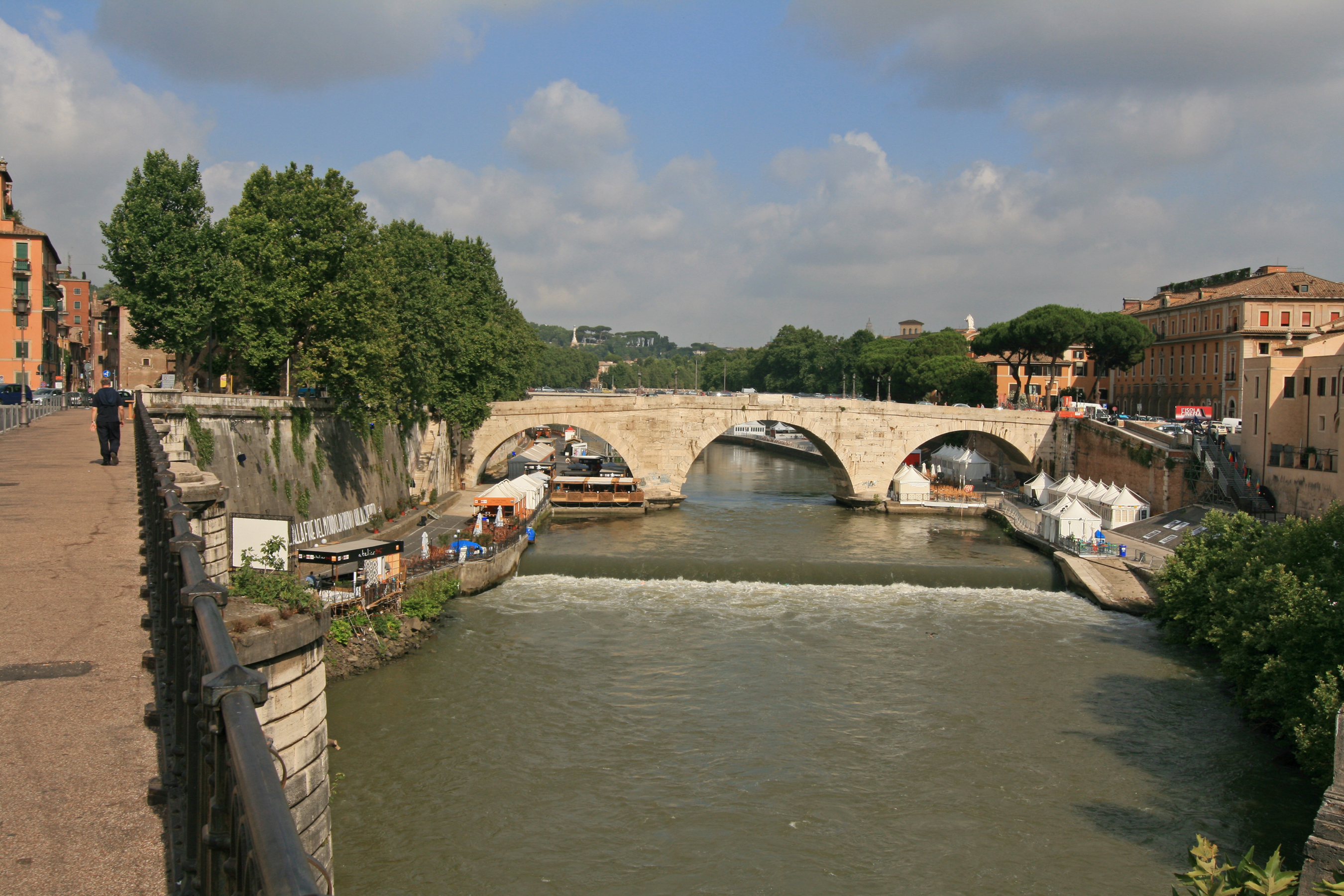
Vista del Cestio y el río Tíber.
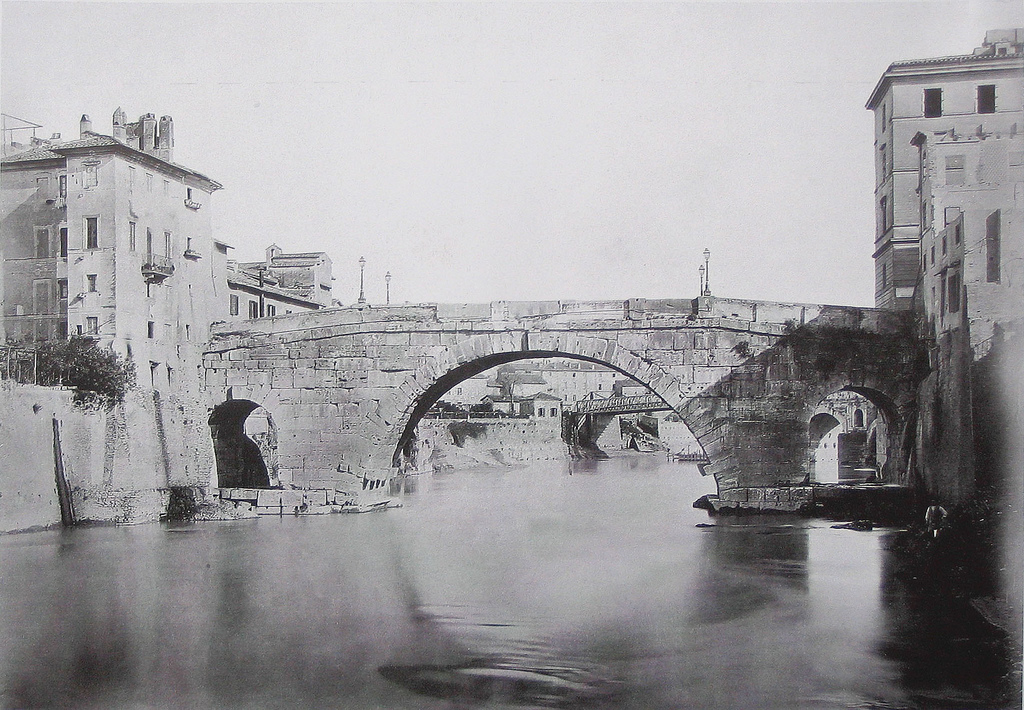
Antes de la reconstrucción de alrededor de 1880.
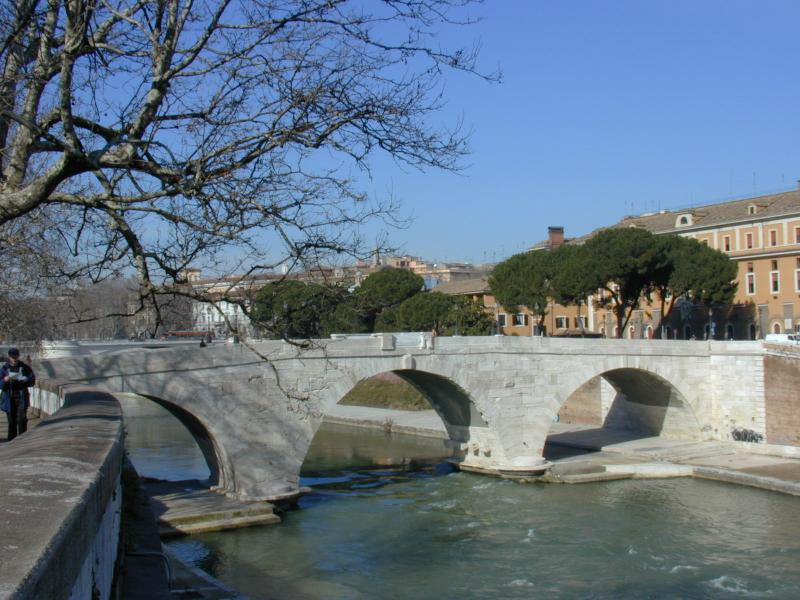
El puente y el Tíber.
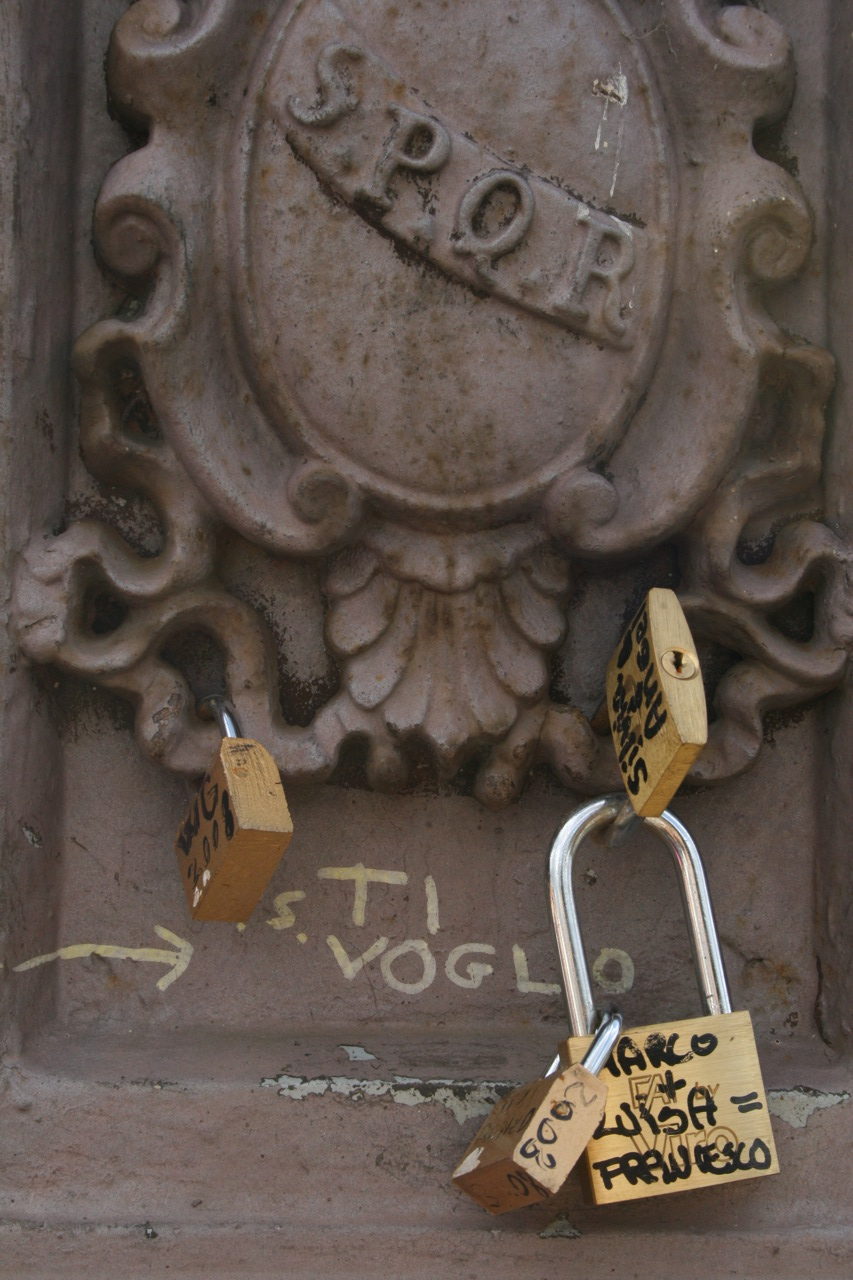
Candados de amor en el puente.